# Slévárna oceli Vítkovických železáren
Slévárna oceli byl jeden ze závodů Vítkovických železáren, který byl technologicky navázán na ocelárnu. Samotné lití oceli byla jen jedna z operací. Na provozu slévárny se podílely další provozy: modelárna, formovna a čistírna odlitků. 

## Vznik
Stavba tzv. „Továrny na litou ocel“ začala roku 1887. V roce 1889 byly dostavěny dvě výrobní haly a slévárna zahájila výrobu. Velký podíl na výrobě měla ruční práce. Dokonce i některé jeřáby byly poháněny lidskou silou, prostřednictvím klik, kterými otáčeli čtyři muži. Další jeřáby byly parní: pět otočných konzolových a dva pojízdné. Provoz těchto jeřábů v uzavřených halách zhoršoval pracovní podmínky.

## Rozvoj
Zlepšení podmínek se projevilo v roce 1898 po zrušení parních a zavedení elektrických jeřábů. Byl to další krok ke zlepšení podmínek, po výstavbě oddělené  čistírny odlitků v roce 1895. Největší změny se během desetiletí udály na poli formovacích směsí. Změny byly vyvolány potřebou odstranit fyzicky namáhavou práci (pěchování) a potřebou zlepšit hygienické podmínky (prašnost). Také čištění odlitků prodělalo změny. Vystřídalo se zde několik generací brokových a vodních tryskačů.

## Výrobní program
Zpočátku vyráběly slévárny výrobky pro železnicí: křižovatky, výhybky a kola parních lokomotiv. Následně si pracovníci závodu osvojili technologie umožňující výrobu těžkých odlitků pro stavbu lodí: lodní šrouby, lodní vaznice, kýly, kozlíky lodních šroubů. V letech 1937-1938 se vyráběly střílny pro pohraniční opevnění Československa v počtu 90 kusů denně. Po druhé světové válce jsou to odlitky pro hutní průmysl: stojany válcovacích stolic Kvarto (Ždanov, nyní Mariupol), stojany lisů, vysokopecní zvony, struskové pánve.
Unikátem bylo odlití největší části kovárenského lisu. Byla to vlastně obrovská kovadlina (šabota), na které lis koval výkovky. Váha 640 tun by byla výjimečná i dnes, k tomuto výkonu došlo již v roce 1912. Odlitek se zhotovil na místě lisu; nemusel se převážet. Po odlití se však musel otočit o 180°.